# طفح اللبلاب السام
طفح اللبلاب السام (بالإنجليزية Poison ivy rash) هو تسمم جلدي يسببه الاحتكاك باوراق أو جذور أو سيقان نبتة اللبلاب السام (poison ivy) أو مثيلاتها، مثل السنديان السام poison oak والسماق السام poison sumac ، والبلوط السام.
50 في المئة من الناس الذين يتعاملون مع هذه النباتات يصابون بالطفح والحكة.
ينشأ طفح اللبلاب السام مبدئيا خلال 12 إلى 48 ساعة بعد التعرض للنبتة. وترتبط الوخامة بمقدار الراتنج الذي وصل إلى البشرة. تستمر الأعراض عادة أسبوعا أو أسبوعين، لكنها قد تستمر لفترة أطول عند الأشخاص الأكثر حساسية للبلاب السام.وقد يعاني بعض الأشخاص من الندوب.

## الاعراض
ترتبط العلامات والأعراض على حد سواء لحساسية الفرد فضلا عن خطورة التعرض. في حين أن أكثر من نصف الناس حساسة لبلاب السام، وستكون ردة فعل عن طريق تطوير طفح جلدي مميز، حول 10%-15% من السكان حساسة للغاية وربما أعراض شديدة أو أعراض خاصة بعد التعرض خفيف جدا.ومن أهم الاعراض :
1-احمرار في الجلد في مكان الاحتكاك.
2-الحكة.
3-تورم.
4-بثور.
5- الوضع الأكثر خطورة هو عند حرق هذه النباتات و استنشاق ادخان الناتج عن حرقها، والتي يمكن أن تؤثر على الرئتين.

## العلاج
الحالات الخفيفة من طفح اللبلاب السام لا تحتاج إلى علاج طبي. ولكن في حالات الطفح الجلدي أكثر حدة أو واسعة النطاق - خاصة إذا كانت على الوجه أو الأعضاء التناسلية - قد يقترح الطبيب أخذ حبوب الكورتيكوستيرويد، مثل بريدنيزون، لبضعة أسابيع. ولتخفيف الأعراض الموافقة لطفح اللبلاب السام ينصح الشخص بالقيام بالتالي:
• غسل البشرة بسرعة ومباشرة بعد التعرض للإصابة إذا كان ممكن. فنزع راتنج اللبلاب السام عن البشرة قد يمنع تحسس البشرة. والحرص على غسل الجلد تحت الأظافر. لا ينصح بالقيام بالاستحمام، فربما ذلك قد ينشر الراتنج في أنحاء أخرى في الجسم.
• تجنب الجروح و الخدش: عند تفشي الطفح، تستطيع المنتجات الشائعة، مثل كريمات الكورتيكوستيرويد، ومحلول الكالامين، والكريمات المحتوية على المنتول، أن تساعد على تخفيف الحكاك.
• تبريد الحكة: من خلال وضع كمادات باردة ورطبة على مكان الطفح . قد يفيد أيضا نقع البشرة في مغطس من الماء البارد
.
• تغطية البثور المفتوحة بقطعة شاش معقمة، حرصا على عدم تفشي الالتهابات .
• مضادات الهيستامين. والتي قد تساعد على النوم بشكل أفضل في الليل .